# Sauber Motorsport
Sauber Motorsport AG — швейцарська компанія з виробництва спортивних автомобілів і автогоночна команда, заснована у 1970 році Петером Заубером. У 1980-х успішно виступала у перегонах спортпрототипів, виробляючи шасі для команди Mercedes-Benz. В  Формулі-1 Sauber виступали під власною назвою з 1993 по 2005 рік і з 2011 по 2018 рік. Вони були відомі як BMW Sauber з 2006 по 2010 рік і як Alfa Romeo F1 Team з 2019 по 2023 роки згідно з партнерських угод з BMW і Alfa Romeo відповідно. У 2024 році Sauber повернулася під назвою Stake F1 Team Kick Sauber, а з 2026 року вони стануть заводською командою Audi.
Свій перший подіум в Формулі-1 команда здобула на Гран-прі Італії 1995 року, а найкращим результатом в Кубку конструкторів до придбання BMW стало четверте місце в 2001 році. Команда була перейменована в BMW Sauber у 2006 році та виступала під цією назвою з 2006 по 2009 рік, фінішувавши в Кубку конструкторів другими у 2007 році та третіми у 2008 році. В період співпраці з BMW команда здобула свою єдину перемогу на Гран-прі Канади 2008 року. Наприкінці менш успішного сезону 2009 року BMW покинула Формулу-1, і майбутнє команди залишалося невизначеним протягом кількох місяців, поки повний контроль над командою не повернувся Петеру Зауберу, а команда не отримала дозвіл на участь у сезоні 2010 року. Через проблеми з договором згоди (англ. Concorde Agreement) команда залишилася під назвою «BMW Sauber» на сезон 2010 року. У березні 2010 року Петер Заубер оголосив про плани змінити назву команди, але в FIA повідомили, що їм доведеться дочекатися кінця сезону. На початку сезону 2011 року команда відмовилася від назви BMW.
До середини 2016 року Петер Заубер тримав контрольний пакет акцій команди в розмірі 66,6%, а решта належала тодішньому генеральному директору Моніші Кальтенборн. Вона була провідною фігурою в команді після відходу BMW. У сезоні 2016 року команда була продана швейцарській інвестиційній фірмі Longbow Finance S.A. Паскаль Піччі перебрав на себе роль голови правління та президента. Audi придбала міноритарну частку в команді в січні 2023 року, готуючись до участі у Формулі-1. В березні 2024 року Audi підтвердило повне поглинання Sauber. Команда працює на об’єкті площею 15 600 м2 у Гінвілі, Швейцарія.

## Результати виступів
| Результати виступів в Формулі-1 | Результати виступів в Формулі-1        | Результати виступів в Формулі-1 | Результати виступів в Формулі-1 | Результати виступів в Формулі-1 | Результати виступів в Формулі-1 | Результати виступів в Формулі-1                                         | Результати виступів в Формулі-1 | Результати виступів в Формулі-1 |
| Рік                             | Назва                                  | Шасі                            | Двигун                          | Шини                            | №.                              | Пілоти                                                                  | Очки                            | Місце                           |
| Sauber                          | Sauber                                 | Sauber                          | Sauber                          | Sauber                          | Sauber                          | Sauber                                                                  | Sauber                          | Sauber                          |
| ------------------------------- | -------------------------------------- | ------------------------------- | ------------------------------- | ------------------------------- | ------------------------------- | ----------------------------------------------------------------------- | ------------------------------- | ------------------------------- |
| 1993                            | Team Sauber Formula 1                  | C12                             | Sauber 2175A 3.5 V10            | G                               | 29. 30.                         | Карл Вендлінгер Юркі Ярвілехто                                          | 12                              | 7                               |
| 1994                            | Broker Sauber Mercedes Sauber Mercedes | C13                             | Mercedes 2175B 3.5 V10          | G                               | 29. 30.                         | Карл Вендлінгер Андреа де Чезаріс Юркі Ярвілехто Гайнц-Гаральд Френтцен | 12                              | 8                               |
| 1995                            | Red Bull Sauber Ford                   | C14                             | Ford ECA Zetec-R 3.0 V8         | G                               | 29. 30.                         | Карл Вендлінгер Жан-Крістоф Бульон Гайнц-Гаральд Френтцен               | 18                              | 7                               |
| 1996                            | Red Bull Sauber Ford                   | C15                             | Ford JD Zetec-R 3.0 V10         | G                               | 14. 15.                         | Джонні Герберт Гайнц-Гаральд Френтцен                                   | 11                              | 7                               |
| 1997                            | Red Bull Sauber Petronas               | C16                             | Petronas SPE-01 3.0 V10         | G                               | 16. 17.                         | Джонні Герберт Нікола Ларіні Джанні Морбіделлі Норберто Фонтана         | 16                              | 7                               |
| 1998                            | Red Bull Sauber Petronas               | C17                             | Petronas SPE-01D 3.0 V10        | G                               | 14. 15.                         | Жан Алезі Джонні Герберт                                                | 10                              | 6                               |
| 1999                            | Red Bull Sauber Petronas               | C18                             | Petronas SPE-03A 3.0 V10        | B                               | 11. 12.                         | Жан Алезі Педру Дініс                                                   | 5                               | 8                               |
| 2000                            | Red Bull Sauber Petronas               | C19                             | Petronas SPE-04A 3.0 V10        | B                               | 16. 17.                         | Педру Дініс Міка Сало                                                   | 6                               | 8                               |
| 2001                            | Red Bull Sauber Petronas               | C20                             | Petronas 01A 3.0 V10            | B                               | 16. 17.                         | Нік Гайдфельд Кімі Ряйкконен                                            | 21                              | 4                               |
| 2002                            | Sauber Petronas                        | C21                             | Petronas 02A 3.0 V10            | B                               | 7. 8.                           | Нік Гайдфельд Феліпе Масса Гайнц-Гаральд Френтцен                       | 11                              | 5                               |
| 2003                            | Sauber Petronas                        | C22                             | Petronas 03A 3.0 V10            | B                               | 9. 10.                          | Нік Гайдфельд Гайнц-Гаральд Френтцен                                    | 19                              | 6                               |
| 2004                            | Sauber Petronas                        | C23                             | Petronas 04A 3.0 V10            | B                               | 11. 12.                         | Джанкарло Фізікелла Феліпе Масса                                        | 34                              | 6                               |
| 2005                            | Sauber Petronas                        | C24                             | Petronas 05A 3.0 V10            | M                               | 11. 12.                         | Жак Вільнев Феліпе Масса                                                | 20                              | 8                               |
| BMW Sauber                      |                                        |                                 |                                 |                                 |                                 |                                                                         |                                 |                                 |
| 2006                            | BMW Sauber F1 Team                     | F1.06                           | BMW P86/6 2.4 V8                | M                               | 16. 17.                         | Нік Гайдфельд Жак Вільнев Роберт Кубіца                                 | 36                              | 5                               |
| 2007                            | BMW Sauber F1 Team                     | F1.07                           | BMW P86/7 2.4 V8                | B                               | 9. 10.                          | Нік Гайдфельд Роберт Кубіца Себастьян Феттель                           | 101                             | 2                               |
| 2008                            | BMW Sauber F1 Team                     | F1.08                           | BMW P86/8 2.4 V8                | B                               | 3. 4.                           | Нік Гайдфельд Роберт Кубіца                                             | 135                             | 3                               |
| 2009                            | BMW Sauber F1 Team                     | F1.09                           | BMW P86/9 2.4 V8                | B                               | 5. 6.                           | Роберт Кубіца Нік Гайдфельд                                             | 36                              | 6                               |
| Sauber                          |                                        |                                 |                                 |                                 |                                 |                                                                         |                                 |                                 |
| 2010                            | BMW Sauber F1 Team                     | C29                             | Ferrari 056 2.4 V8              | B                               | 22. 23.                         | Педро де ла Роса Нік Гайдфельд Камуї Кобаясі                            | 44                              | 8                               |
| 2011                            | Sauber F1 Team                         | C30                             | Ferrari 056 2.4 V8              | P                               | 16. 17.                         | Камуї Кобаясі Серхіо Перес Педро де ла Роса                             | 44                              | 7                               |
| 2012                            | Sauber F1 Team                         | C31                             | Ferrari 056 2.4 V8              | P                               | 14. 15.                         | Камуї Кобаясі Серхіо Перес                                              | 126                             | 6                               |
| 2013                            | Sauber F1 Team                         | C32                             | Ferrari 056 2.4 V8              | P                               | 11. 12.                         | Ніко Гюлькенберг Естебан Гутьєррес                                      | 57                              | 7                               |
| 2014                            | Sauber F1 Team                         | C33                             | Ferrari 059/3 1.6 V6 t          | P                               | 21. 99.                         | Естебан Гутьєррес Адріан Зутіль                                         | 0                               | 10                              |
| 2015                            | Sauber F1 Team                         | C34                             | Ferrari 060 1.6 V6 t            | P                               | 9. 12.                          | Маркус Ерікссон Феліпе Наср                                             | 36                              | 8                               |
| 2016                            | Sauber F1 Team                         | C35                             | Ferrari 061 1.6 V6 t            | P                               | 9. 12.                          | Маркус Ерікссон Феліпе Наср                                             | 2                               | 10                              |
| 2017                            | Sauber F1 Team                         | C36                             | Ferrari 061 1.6 V6 t            | P                               | 9. 36. 94.                      | Маркус Ерікссон Антоніо Джовінацці Паскаль Верляйн                      | 5                               | 10                              |
| 2018                            | Alfa Romeo Sauber F1 Team              | C37                             | Ferrari 063 1.6 V6 t            | P                               | 9. 16.                          | Маркус Ерікссон Шарль Леклер                                            | 48                              | 8                               |
| Alfa Romeo                      |                                        |                                 |                                 |                                 |                                 |                                                                         |                                 |                                 |
| 2019                            | Alfa Romeo Racing                      | C38                             | Ferrari 064 1.6 V6 t            | P                               | 7. 99.                          | Кімі Ряйкконен Антоніо Джовінацці                                       | 57                              | 8                               |
| 2020                            | Alfa Romeo Racing Orlen                | C39                             | Ferrari 065 1.6 V6 t            | P                               | 7. 99.                          | Кімі Ряйкконен Антоніо Джовінацці                                       | 8                               | 8                               |
| 2021                            | Alfa Romeo Racing Orlen                | C41                             | Ferrari 065/6 1.6 V6 t          | P                               | 7. 88. 99.                      | Кімі Ряйкконен Роберт Кубіца Антоніо Джовінацці                         | 13                              | 9                               |
| 2022                            | Alfa Romeo F1 Team Orlen               | C42                             | Ferrari 066/7 1.6 V6 t          | P                               | 24. 77.                         | Чжоу Гуаньюй Вальттері Боттас                                           | 55                              | 6                               |
| 2023                            | Alfa Romeo F1 Team Stake               | C43                             | Ferrari 066/10 1.6 V6 t         | P                               | 24. 77.                         | Чжоу Гуаньюй Вальттері Боттас                                           | 16                              | 9                               |
| Kick Sauber                     |                                        |                                 |                                 |                                 |                                 |                                                                         |                                 |                                 |
| 2024                            | Stake F1 Team Kick Sauber              | C44                             | Ferrari 066/12 1.6 V6 t         | P                               | 24. 77.                         | Чжоу Гуаньюй Вальттері Боттас                                           | 6*                              | 8*                              |

Примітки
- Рожевий фон означає, що результати за цей сезон офіційно не приписуються Sauber.
- Alfa Romeo володіла правами на найменування Sauber з 2019 по 2023 рік. Однак офіційна назва компанії протягом цього часу залишалася Sauber Motorsport AG.

## Виноски
1. ↑  Загальна сума включає 70 гонок, у яких команда виступала під назвою BMW Sauber, і 27 гонки, у яких команда виступала під назвою Kick Sauber.
2. ↑  Команда виграла свою єдину гонку як BMW Sauber.
3. ↑  Загальна сума включає 17 подіумів, досягнутих як BMW Sauber.
4. ↑  Загальна сума включає очки, отримані як BMW Sauber.
5. ↑  Команда досягла своєї єдиної поул-позиції як BMW Sauber.
6. ↑  Загальна сума включає 2 найшвидші кола, досягнуті як BMW Sauber.
7. ↑  В Sauber відмовилися від Broker як головного спонсора в середині сезону.
8. ↑  BMW залишився в офіційній назві команди через проблеми з договором згоди.